# Epsom Athletic F.C.
Epsom Athletic F.C. là một câu lạc bộ bóng đá Anh đến từ Chessington. Hiện tại câu lạc bộ đang thi đấu ở  trên sân nhà Chalky Lane tại Chessington. Câu lạc bộ là thành viên của Surrey FA.

## Lịch sử
Câu lạc bộ được thành lập năm 1997 bởi Paul Burstow và gia nhập Sutton & District League. Họ đứng vị trí thứ 2 ở Division Two mùa giải 1999–2000 và được lên hạng. Năm sau đó đội bóng đứng thứ 2 ở Division One, và giành tiếp quyền lên hạng 2 lần liên tiếp. Sau đó câu lạc bộ vô địch Premier Division ngay mùa giải đầu tiên. Sau khi chuyển sang Surrey South Eastern Combination, họ cán đích thứ 2 ở Division Two mùa giải 2003–04, và được thăng hạng Division One. Mùa giải 2006–07 họ về đích thứ 2 ở Division One. Mùa giải 2010–11 họ về đích thứ 2 ở Surrey Elite Intermediate League, và vô địch giải đấu ngay mùa sau đó, giành quyền thăng hạng Division One của Combined Counties League.
Trong mùa giải đầu tiên ở Combined Counties League (2012–13), đội bóng về đích thứ 9 chung cuộc, và cũng tham dự lần đầu tiên ở FA Vase, thua 3–4 trên sân nhà trước Camberley Town. Năm thứ hai của câu lạc bộ nhìn chung là tốt hơn, đứng cao hơn 3 bậc so với mùa trước và vào đến Vòng 1 của FA Vase, khi thất bại 1–0 trên sân khách trước Crowborough Athletic. Câu lạc bộ cũng chơi trận đầu tiên tại FA Cup và thất bại 1–3 trước Croydon, trong sự chứng kiến của số đông khán giả lớn thứ hai trong lịch sử câu lạc bộ. Mùa giải tiếp thứ ba có vị trí chung cuộc thấp nhất, thứ 15 nhưng chỉ thua 2 điểm so với nhóm xếp trên. Mặc dù phong độ đội bóng như vậy, họ vẫn vào đến Bán kết của Division One Challenge Cup, thất bại 5–2 trên sân khách trước Worcester Park. Các giải đấu FA đem lại các kết quả khác nhau, họ thua 2–5 trước Littlehampton Town tại FA Cup trước sự chứng kiến của 145 khán giả; câu lạc bộ cũng vào đến Vòng loại 2 của FA Vase và thua trên sân khách trước Raynes Park Vale.

## Sân vận động
Epsom Athletic chơi trên sân nhà Chalky Lane, Chessington, Surrey, KT9 2NF.
Hiện tại câu lạc bộ đang thi đấu ở sân nhà của Chessington & Hook United.

## Danh hiệu
- Surrey Elite Intermediate League[3]
  - Vô địch: 2011–12
  - Á quân: 2010–11
- Surrey South Eastern Combination Cup
  - Vô địch: 2005–06[1]
- Sutton & District League
  - Premier Division, Vô địch: 2001–02
  - Division One, Á quân: 2000–01
  - Division Two, Á quân: 1999–00
- Surrey Intermediate Cup:[4]
  - Á quân (1): 2005–06

## Kỉ lục
- Thứ hạng cao nhất: thứ 6 Combined Counties League Division One, 2013–14
- FA Cup: Vòng Tiền sơ loại, 2013–14, 2014–15[3]
- FA Vase: Vòng 1, 2013–14[3]
- Số khán giả đông nhất: 145 với Littlehampton Town, FA Cup, 2014–15